# 一級任務
《一級任務》（英語：Voyagers）是一部2021年美國科幻電影，由尼爾·柏格執導兼編劇，泰·謝里丹、莉莉·戴普、菲昂·懷海德和柯林·法洛主演。電影於2021年4月9日在美國上映。

## 劇情
發生在未來，30名年輕男女的冒險故事，他們被派往太空執行任務以尋找新家。當機組人員從世代飛船甦醒後，任務陷入瘋狂狀態，他們不知道他們面臨的真正威脅是船外的什麼，還是船上的人是誰。

## 演員
- 泰·謝里丹飾演克里斯托弗·里布斯
- 莉莉·戴普飾演賽拉
- 菲昂·懷海德飾演扎克
- 柯林·法洛飾演理查德·艾靈
- 尚特·亞當斯（英语：Chanté Adams）飾演菲比
- 伊薩克·懷特飾演愛德華茲
- 維維克·卡拉（英语：Viveik Kalra）飾演彼特
- 艾希莉·瑪德薇飾演亞歷克斯
- 昆塔莎·斯溫德爾飾演安達特

## 製作
於2019年1月宣布，由尼爾·柏格撰寫和指導。 2019年4月，主演演員包括泰·謝里丹、莉莉·戴普、菲昂·懷海德、柯林·法洛，在同年6月， 伊薩克·懷特、維維克·卡拉、艾希莉·瑪德薇、昆塔莎·斯溫德爾加入劇組。

### 拍攝
主要拍攝作業於2019年6月在羅馬尼亞啟動。

## 發行
原定於2020年11月25日發布。由於2019冠狀病毒病疫情，因此延後上映。延後至2021年4月9日上映，由獅門發行。

## 評價
匯總媒體的爛番茄上，有136位影評人中有 26%對這部電影給予正面評價，平均評分為5.00/10。Metacritic根據100分給出了44分的加權平均分。34位評論家，表示“褒貶不一的平均評價”。影院評分觀眾在A+到F的範圍內給這部電影的平均評分為“C”，而郵局調查報告說，53%的觀眾給了它正面的評分，但只有27%的人會推薦這部電影。

## 外部連結
- 互联网电影数据库（IMDb）上《一級任務》的资料（英文）